# Кухлевский, Владимир Александрович
Владимир Александрович Кухлевский (род. 5 января 1959) — российский футболист и футбольный тренер.

## Карьера игрока
Карьера Кухлевского началась в красноярском «Автомобилисте». После этого он выступал за ряд советских команд, в числе которых были «ЦСКА» и «Пахтакор». В армейском клубе он недолгое время выступал вместе с футболистом сборной СССР Александром Тархановым.
В 1976—1979 годах выступал за юношескую и молодёжную сборную СССР. В 1977 в Бельгии на юношеском чемпионате Европы занял 3 место в составе сборной СССР.
После распада СССР Кухлевский два сезона провел в Венгрии — выступал за команды «Кишкёрёш» и «Байя». Заканчивал карьеру игрока в украинских, польских и российских коллективах. Последний профессиональный сезон провел за назаровскую «Викторию».
Достижения в качестве игрока:
Бронзовый призер юношеского Чемпионата Европы 1977;
Победитель Спартакиады дружественных армий 1989;
Серебряный призер Спартакиады дружественных армий 1984;
Победитель Чемпионата Вооруженных Сил СССР 1984;
Победитель Всесоюзного турнира "Кубок Юности" 1975;
Серебряный призер Всесоюзной Спартакиады школьников 1976.

## Карьера тренера
После окончания футбольной карьеры начал тренерскую деятельность в родном «Металлурге», в 2000 году став главным тренером красноярцев. В 2001 году Тарханов позвал его в штаб клуба российской Премьер-Лиги «Крылья Советов». В Самаре с 2001 года по декабрь 2010 работал в основной команде в должности старшего тренера и тренера. В 2006 году провел два матча в качестве исполняющего обязанности главного тренера Гаджи Гаджиева, пропустившего поединки по состоянию здоровья. В 2009 году вновь недолгий срок выполнял аналогичные функции после увольнения Леонида Слуцкого. С 2011 по май 2014 года работал в молодёжной команде в качестве тренера и главного тренера. Молодёжная команда «Крылья Советов» под руководством Кухлевского впервые в своей истории завоевала бронзу — третье место.
5 мая 2014 года в отставку с поста главного тренера «Крыльев Советов» подал Александр Цыганков. Советом директоров клуба было принято решение, что до конца сезона (на две игры) исполнять обязанности главного тренера будет Владимир Кухлевский. По окончании сезона 2013/14 Кухлевский остался в команде тренером при новом главном тренере — бельгийце Франке Веркаутерене. Имеет тренерскую лицензию категории PRO.
В общей сложности непрерывно проработал в тренерском штабе самарских «Крыльев Советов» почти 15 лет с 2001 по 2015 год.
С июня по декабрь 2015 года возглавлял клуб «Лада-Тольятти», выступающий во втором дивизионе.
28 февраля 2022 года в качестве главного тренера был внесён в заявку клуба «Кубань Холдинг» из станицы Павловской, а уже 12 апреля был перезаявлен в качестве старшего тренера.